# Szombathelyi Országos Büntetés-végrehajtási Intézet
A Szombathelyi Országos Büntetés-végrehajtási Intézet a Vas Megyei Büntetés-végrehajtási Intézet jogutódja, büntetés-végrehajtási szerv Vas vármegye székhelyén, Szombathelyen. Költségvetési szerv, jogi személy.
PPP (Public-private partnership) konstrukcióban épült, a korábbi honvéd laktanya átalakításával.
Alaptevékenysége a külön kijelölés által meghatározott körben:
- az előzetes letartóztatással,
- az elzárással, és
- a felnőtt korú férfi elítéltek fegyház és börtön - kivételesen fogház - fokozatú szabadságvesztésével

összefüggő büntetés-végrehajtási feladatok ellátása.
Felügyeleti szerve a Belügyminisztérium, szakfelügyeletet ellátó szerve a Büntetés-végrehajtás Országos Parancsnoksága.